# Гербер, Рихард
Рихард Гербер (нем. Richard Gerber; 21 июня 1965) — швейцарский шахматист, международный мастер (2001).
Чемпион Швейцарии (1987).

## Изменения рейтинга
| Графики недоступны из-за технических проблем. См. информацию на Фабрикаторе и на mediawiki.org. |